# فضل هادی شینواری
فضل هادی شینواری (۱۹۲۷ – ۱۳ دلو/بهمن ۱۳۸۹) قاضی ارشد اسبق دیوان عالی افغانستان از سال ۲۰۰۱ تا ۲۰۰۶ میلادی بود. براساس قانون اساسی افغانستان که پس از براندازی حکومت امارت اسلامی طالبان در سال ۲۰۰۱ تصویب شده بود، حامد کرزی رئیس‌جمهور افغانستان وی را در این سمت منصوب کرده بود. وی از قوم پشتون و از شهر جلال‌آباد، افغانستان بود. شینواری در ۱۳ دلو/بهمن ۱۳۸۹ در اثر سکته مغزی درگذشت. وی عضو تنظیم دعوت اسلامی افغانستان بود.

## سال‌های ابتدایی
شینواری در ولسوالی شینوار، ولایت ننگرهار افغانستان متولد شد. او تحصیلات اسلامی خود را در کابل به پایان رساند و در سال ۱۹۵۴ در لیسه/دبیرستان ابن سینا مشغول به تدریس شد. وی پس از چند سال در سال ۱۹۷۴ به ولایت زادگاه خود ننگرهار در مرز پاکستان بازگشت. شینواری در سال ۲۰۰۲ توسط رئیس‌جمهور افغانستان حامد کرزی به عنوان رئیس دیوان عالی کشور منصوب شد.
شینواری در سال ۲۰۰۳ علیه آموزش مختلط بین دختران و پسران صحبت کرد. هرچند وی این موضوع را روشن کرد که مخالف تحصیل دختران و بانوان نیست و اعتراض وی به تحصیل آنان در کنار مردان و پسران است. شینواری همچنین تلاش‌های دیوان عالی کشور برای ممنوعیت تلویزیون کابلی را رهبری می‌کرد.
بنا به گفته Eurasianet، شینواری مسئول بازگشایی وزارتخانه‌ای است که قبلاً با نام وزارت امر به معروف و نهی از منکر شناخته می‌شد.
شینواری در ۱۸ قوس/آذر ۱۳۸۳ پس از انتخاب رئیس‌جمهور افغانستان، سوگند خدمت به حامد کرزی را یاد کرد.

## مذاکرات صلح عربستان سعودی
در طول ماه رمضان سال ۲۰۰۸، شایعاتی مبنی بر اینکه پادشاه سعودی شاه عبدالله تلاش دارد تا با وساطت مذاکراتی را بین طرف‌های درگیر تشکیل دهد وجود داشت. وزیر اسبق دولت طالبان، وکیل احمد متوکل، سفیر سابق دولت طالبان در پاکستان عبدالسلام ضعیف و شینواری از چهره‌های برجسته افغانستانی بودند که با شاه عبدالله ملاقات کردند.
ضعیف تأیید کرد که از طرف پادشاه عربستان برای یک ملاقات شام با رهبران برجسته افغانستان که شامل اعضای دولت کرزی، حزب اسلامی گلبدین حکمتیار و دیگر اعضای سابق طالبان می‌شد دعوت شده‌است. ضعیف این نشست را به عنوان «گفتگوهای صلح» توصیف کرد. وی همچنین اظهار داشت که هیچ‌یک از افراد حاضر در این نشست مجاز به انجام مذاکرات نبوده‌اند. ضعیف هر کسی که در این نشست دربارهٔ افغانستان صحبت می‌کرد را رد کرد.